# شهرستان هاللاند
شهرستان هاللاند (به سوئدی: Hallands län) یکی از شهرستان‌های کشور سوئد است که در غرب این کشور واقع شده است و با شهرستان‌های وسترا گوتلاند، یونشوپینگ، کرونوبرگ، اسکونه و دریای کاتیگات مرز مشترک دارد.
مرکز این شهرستان شهر هالمستاد است.